# Tweede Kamerverkiezingen 1972/Kandidatenlijst/PSP
De kandidatenlijst voor de Tweede Kamerverkiezingen 1972 van de Pacifistisch Socialistische Partij (PSP) was als volgt:

## De lijst
- vet: verkozen
- schuin: voorkeurdrempel overschreden

1. Bram van der Lek - 84.663 stemmen
2. Fred van der Spek - 9.385
3. Christina Hoogsteder-van Stroe - 5.498
4. Johannes Dona - 1.630
5. Henk Gortzak - 1.656
6. Barbara van der Wal-Kijlstra - 1.519
7. Teun Jan Zanen - 577
8. B.G. Aalders - 612
9. C. Hoek - 235
10. Henk Lankhorst - 644
11. Huib Riethof - 579
12. Erik Meijer - 300
13. Herman Amptmeijer - 312
14. G.J. Harmsen - 312
15. Paul Hoogerwerf - 117
16. Joop Vogt - 164
17. Gerrit van der Brug - 248
18. Eit Klein - 193
19. Geert Mak - 176
20. J. van Vuure - 433
21. Ben Evers - 259
22. D.A. Noordewier - 158
23. Roelf Ronda - 81
24. G.J. Erdtsieck - 88
25. J. de Jong - 501
26. H. de Nie - 52
27. W.J. Heijer - 176
28. D.A. van Albada-Jensma - 293
29. Hein van Wijk - 401

PvdA · KVP · VVD · ARP · D'66 · CHU · DS'70 · CPN · SGP · PPR · GPV · PSP · DMP · NMP · Boerenpartij · RKPN · Partij van het Recht · Anti-Woningnood Aktie · Lijst 17 (kieskringen X en XI) · Nieuwe Roomse Partij
1959 · 1963 · 1967 · 1971 · 1972 · 1977 · 1981 · 1982 · 1986 · 1989